# Lygistopterus sanguineus
Lygistopterus sanguineus es una especie de escarabajo de alas de red perteneciente a la familia Lycidae .

## Distribución
L sanguinenus está presente en Europa, norte de África y Asia. Ha sido igualmente descrita de manera extensa en la Península ibérica. Son escarabajos que abundan en los bordes de bosques húmedos y sombreados.

## Descripción
Lygistopterus sanguineus puede alcanzar una longitud de 6-12 milímetros (0,2-0,5 plg). El cuerpo es plano, con élitros de color rojo o marrón claro-rojizo y surcos longitudinales fácilmente visibles. Falta el patrón en forma de cuadrícula en las alas protectoras que a menudo se encuentra en los escarabajos de gorra roja. La parte superior del escarabjo suele estar cubierta de densos pelos rojos. 
La cabeza tiene forma de hocico y está extendida hacia adelante. Es corto pero visible visto desde arriba (es decir, no está cubierto por el escudo pectoral). Su cabeza tiene una protuberancia en forma de tronco, que no se encuentra en ninguna otra especie centroeuropea de su familia. Las antenas tienen once articulaciones y están unidas muy juntas en la frente, cerca de las facetas de los ojos. 
El escudo pectoral (pronoto) tiene una forma casi cuadrada, a menudo con un borde lateral marcado y ligeramente elevado. Las coberteras están muy quitinizadas y tienen nervaduras longitudinales. El pronoto es negro en el medio y del mismo color que los élitros en el lado exterior izquierdo y derecho.
Todos las patas tienen cinco articulaciones.

## Biología

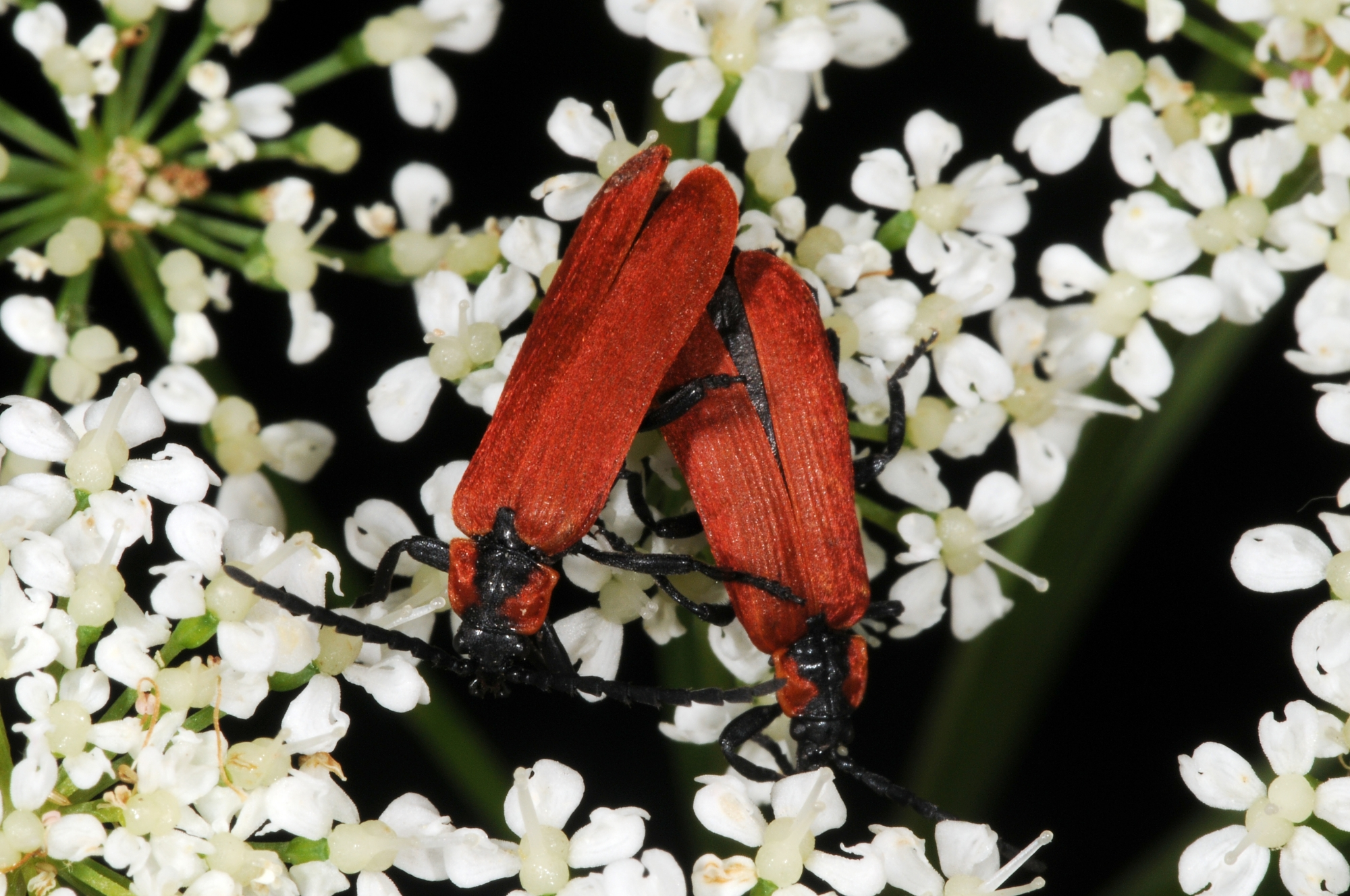
Pareja de escarabajos copulando

Los adultos (imago) se pueden encontrar de mayo a septiembre. Son escarabajos que refieren las flores expuestas al sol o el follaje de plantas bajas. Las larvas se desarrollan en la madera podrida de árboles de hoja caduca y se alimentan de pequeños invertebrados. Las larvas viven en madera podrida y comen insectos. Requieren varios años para desarrollarse. Los escarabajos se alimentan de polen.
Lygistopterus sanguineus pertenece al grupo de insectos con transformación completa (insectos holometábolos), que sufren una metamorfosis durante su desarrollo. Las larvas son radicalmente diferentes de los adultos en cuanto a estilo de vida y estructura corporal. Entre la etapa larvaria y la etapa adulta hay una etapa de pupa, un período de descanso, durante el cual los órganos internos y externos del escarabajo maduran.